# Lukáš Hofmann
Lukáš Hofmann (* 22. února 1993, Praha) je český interdisciplinární umělec, kurátor a castingový režisér. V roce 2018 získal cenu Jindřicha Chalupeckého.

## Životopis
Narodil se 22. února 1993 v Praze.
Vystudoval pražskou Akademii výtvarných umění a později absolvoval stáže na Vysoké škole uměleckoprůmyslové a v německém Berlíně. Jeho umění je často vystavováno v Národní galerii Praha, Státní muzeum umění v Dánsku, nebo Muzeum moderny ve Švédsku.
V roce 2018 získal cenu Jindřicha Chalupeckého.